# لين (لسانيات)
اللين لغة: ضد الخشونة، وهو التنعم والسهولة. واصطلاحًا: هو إخراج الحرف في لين وعدم كلفة، ولها حرفان؛ وهما: الواو والياء الساكنتان المفتوح ما قبلهما، نحو: الْبَيْتِ وخَوْف.